# Chữ Nāgarī
Chữ Nagari hay chữ Nāgarī là tiền thân của chữ Devanagari, chữ Nandinagari và các biến thể chữ khác, và lần đầu tiên được sử dụng để viết tiếng Prakrit và tiếng Phạn. Thuật ngữ này đôi khi được sử dụng như một từ đồng nghĩa với chữ Devanagari . Nó thịnh hành trong thiên niên kỷ thứ nhất sau Công nguyên.
Chữ Nagari có nguồn gốc từ hệ chữ Brahmi cổ. Một số bằng chứng sử thi sớm nhất chứng thực chữ viết tiếng Phạn Nagari đang phát triển ở Ấn Độ cổ đại là từ các bản khắc thế kỷ thứ 1 đến thế kỷ thứ 4 sau Công nguyên được phát hiện ở Gujarat . Chữ Nagari được sử dụng thường xuyên vào thế kỷ thứ 7 sau Công nguyên, và đã phát triển đầy đủ thành chữ viết Devanagari và Nandinagari vào khoảng cuối thiên niên kỷ thứ nhất CE.